# Defektoskopia elektryczna
Defektoskopia  elektromagnetyczna – metody defektoskopii, oparte na obserwacji lub pomiarze różnic wielkości elektrycznych bądź magnetycznych między badanymi miejscami lub przedmiotami.
Metody elektromagnetyczne klasyfikuje się ze względu na: rodzaj wykrywanych wad, stosowaną wielkość elektromagnetyczną, sposób pomiaru lub wykrywania wad.